# Ácido carboxílico
Na química orgânica, ácidos carboxílicos é uma função orgânica que se refere aos oxiácidos orgânicos caracterizados pela presença do grupo carboxila, de fórmula geral {\displaystyle {\ce {RC(=O)OH}}}., em que R é um radical orgânico alquila, alquenila, arila ou hidrogênio.
Em fórmulas químicas, esses grupos são tipicamente representados como (RCOOH) ou CO2H.

## Nomenclatura
O nome IUPAC dos ácidos carboxílicos são obtidos pelo prefixo de acordo com o número de carbonos da cadeia principal, que contém o grupo carboxila, acrescentando a terminação -oico precedido da palavra ácido. Exemplo: ácido 2-metil-pentanoico. Muitos ácidos carboxílicos tem nomes usuais ou que chamamos de "vulgares,"derivados de palavras latinas ou gregas,que indicam fontes naturais. Exemplo: O ácido metanóico também pode ser  chamado de ácido fórmico. 

| Átomos de carbono | Nome usual          | nome IUPAC           | Fórmula química | Localização ou uso                                                                  |
| ----------------- | ------------------- | -------------------- | --------------- | ----------------------------------------------------------------------------------- |
| 1                 | ácido carbônico     | ácido carbônico      | OHCOOH          | sangue e tecidos (tampão de pH)                                                     |
| 1                 | ácido fórmico       | ácido metanoico      | HCOOH           | picadas de insetos                                                                  |
| 2                 | ácido acético       | ácido etanoico       | CH3COOH         | vinagre                                                                             |
| 3                 | ácido propiônico    | ácido propanoico     | CH3CH2COOH      | preservativo para armazenamento de grãos, odores corporais, leite, manteiga, queijo |
| 4                 | ácido butírico      | ácido butanoico      | CH3(CH2)2COOH   | manteiga                                                                            |
| 5                 | ácido valérico      | ácido pentanoico     | CH3(CH2)3COOH   | valeriana                                                                           |
| 6                 | ácido capróico      | ácido hexanoico      | CH3(CH2)4COOH   | gordura de cabra                                                                    |
| 7                 | ácido enântico      | ácido heptanoico     | CH3(CH2)5COOH   | flor da videira                                                                     |
| 8                 | ácido caprílico     | ácido octanoico      | CH3(CH2)6COOH   | coco                                                                                |
| 9                 | ácido pelargônico   | ácido nonanoico      | CH3(CH2)7COOH   | gerânio                                                                             |
| 10                | ácido cáprico       | ácido decanoico      | CH3(CH2)8COOH   | óleo de coco e palma                                                                |
| 11                | ácido undecílico    | ácido undecanoico    | CH3(CH2)9COOH   |                                                                                     |
| 12                | ácido láurico       | ácido dodecanoico    | CH3(CH2)10COOH  | óleo de coco e sabonete                                                             |
| 13                | ácido tridecílico   | ácido tridecanoico   | CH3(CH2)11COOH  |                                                                                     |
| 14                | ácido mirístico     | ácido tetradecanico  | CH3(CH2)12COOH  | noz moscada                                                                         |
| 15                | ácido pentadecílico | ácido pentadecanoico | CH3(CH2)13COOH  |                                                                                     |
| 16                | ácido palmítico     | ácido hexadecanoico  | CH3(CH2)14COOH  | óleo de palma                                                                       |
| 17                | ácido margárico     | ácido heptadecanoico | CH3(CH2)15COOH  |                                                                                     |
| 18                | ácido esteárico     | ácido octadecanoico  | CH3(CH2)16COOH  | chocolate, graxas, sabões e óleos                                                   |
| 19                | ácido nonadecílico  | ácido nonadecanoico  | CH3(CH2)17COOH  | gorduras, óleos vegetais                                                            |
| 20                | ácido arachídico    | ácido icosanoico     | CH3(CH2)18COOH  | óleo de amendoim                                                                    |

O radical derivado dos ácidos carboxílicos, {\displaystyle {\ce {R-C=O}}} é o radical acila e os radicais correspondentes são denominados substituindo o sufixo -oico por -ila. Assim, o {\displaystyle {\ce {H3CC=O}}} é o radical etanoila, mais conhecido como acetila.
O nome dos ácidos carboxílicos ramificados é obtido pela numeração da cadeia principal, atribuindo ao carbono da carboxila o número 1. Veja para o exemplo seguinte:

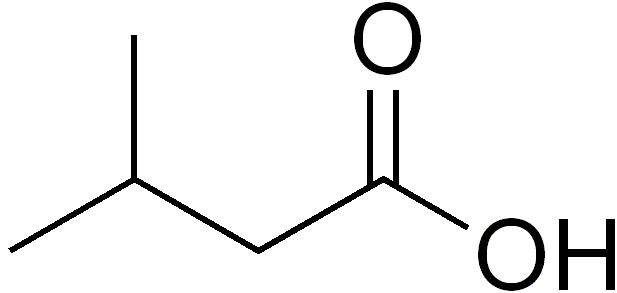
ácido 3-metilbutanoico

## Estrutura molecular

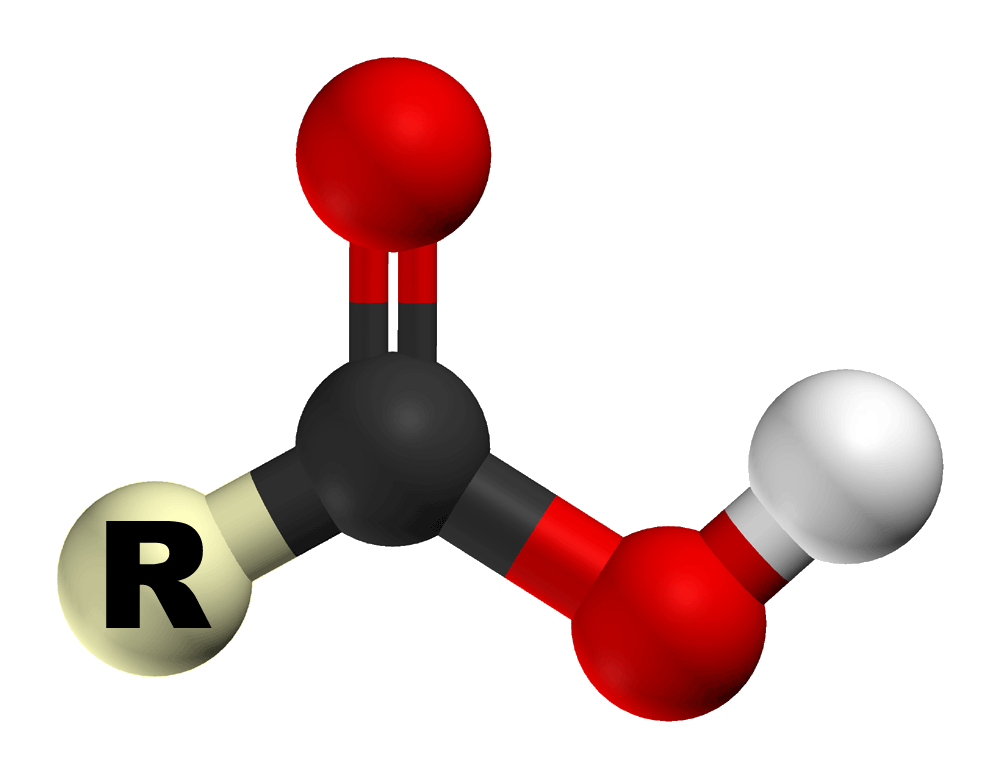

Os grupos ligados ao {\displaystyle {\ce {C = O}}} estão em um mesmo plano, com ligações a 120o entre si. A ligação {\displaystyle {\ce {C = O}}} é mais curta do que a ligação {\displaystyle {\ce {C - O}}}.

## Propriedades físicas
- São substâncias polares.dímero de ácido carboxílico

dímero de ácido carboxílico

- Podem, como os álcoois, formar dupla ligações de hidrogênio entre si, através de ligações de hidrogênio diméricas ou com moléculas de outra espécie. Por essa razão, os ácidos carboxílicos apresentam praticamente o mesmo comportamento dos álcoois, quanto à solubilidade.

- Os ácidos com até 4 carbonos são líquidos incolores, miscíveis com a água. Os ácidos de 5 a 9 carbonos são líquidos incolores e viscosos, muito pouco solúveis. Os ácidos com dez ou mais carbonos são sólidos brancos, semelhante à cera, insolúveis em água.

- O ácido aromático mais simples, o ácido benzóico, por apresentar já elevado número de carbonos, não tem apreciável solubilidade em água. Os ácidos carboxílicos são solúveis em solventes menos polares, como o éter, o álcool, o benzeno.

- Os ácidos alifáticos têm odor fraco ficando progressivamente forte e irritante nos ácidos fórmico e acético. O odor se torna extremamente desagradável (semelhante à manteiga rançosa) nos ácidos butírico (4C), valérico (5C) e capróico (6C). Os ácidos com mais que 6 carbonos não têm muito odor, por serem pouco voláteis.

- Comparando-se um ácido carboxílico e um álcool, ambos com o mesmo número de carbonos, o ácido terá maior ponto de ebulição, devido à formação de duas ligações de hidrogênio e não apenas uma, como no álcool.

## Propriedades químicas

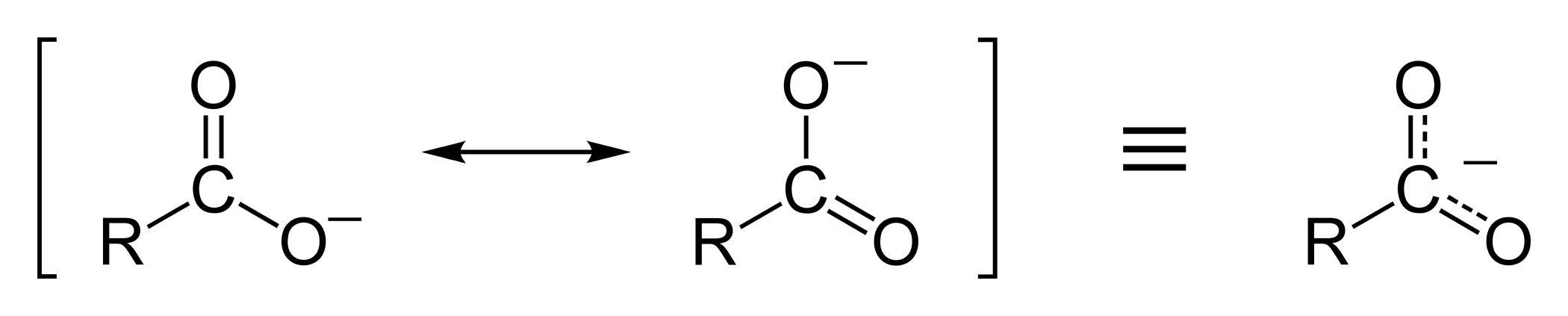
estruturas de ressonância de carboxilatos

- estruturas de ressonância de carboxilatosOs ácidos carboxílicos são ácidos de Brönsted moderados, com pKa na faixa de 3 a 5. Dentre as funções orgânicas, é aquela que apresenta o comportamento ácido mais acentuado, atribuído à estabilização da base conjugada, o carboxilato, pela deslocalização da carga negativa por ressonância pelos dois átomos de oxigênio. Uma evidência é o mesmo comprimento de ligação no carboxilato;
- Reagem com bases para formar sais de carboxilatos, nos quais o hidrogênio do grupo -OH é substituído por um ion metálico. Por exemplo, o ácido acético reage com bicarbonato de sódio para formar etanoato sódico (acetato de sódio), dióxido de carbono e água:

{\displaystyle {\ce {CH3COOH + NaHCO3 -> CH3COONa + CO2 + H2O}}}
- Ácidos carboxílicos reagem com aminas alifáticas e formam os sais de amônio correspondentes. Um erro em alguns livros é afirmar que formam amidas;
- Ácidos carboxílicos reagem com álcoois para formar ésteres (esterificação de Fischer);
- Ácidos carboxílicos sofrem desidratação, resultando nos anidridos carboxílicos;

- Como em todos os compostos carbonílicos, os prótons no carbono α são instáveis devido à tautomerização do ceto-enol. Assim, o carbono α é facilmente halogenado na  reação de Hell-Volhard-Zelinsky;

- A reação de Schmidt converte ácidos carboxílicos em aminas;
- Os ácidos carboxílicos são descarboxilados na reação de Hunsdiecker;
- A reação de Dakin-West converte um aminoácido na amino cetona correspondente;
- Na degradação de Barbier-Wieland, um ácido carboxílico em uma cadeia alifática com uma simples ponte de metileno na posição alfa pode ter a cadeia encurtada por um carbono. O procedimento inverso é a síntese de Arndt-Eistert, na qual um ácido é convertido em halogeneto de acila, que é então reagido com diazometano para fornecer um metileno adicional na cadeia alifática;
- Muitos ácidos sofrem descarboxilação oxidativa. As enzimas que catalisam essas reações são conhecidas como carboxilases (EC 6.4.1) e descarboxilases (EC 4.1.1).
- Os ácidos carboxílicos são reduzidos a aldeídos via éster e DIBAL, via cloreto de ácido na redução de Rosenmund e via tioéster na redução de Fukuyama;
- Na descarboxilação cetônica, os ácidos carboxílicos são convertidos em cetonas;
- Os reagentes de organolítio (> 2 equiv) reagem com ácidos carboxílicos para dar um 1,1-diolato de dilítio, um intermediário tetraédrico estável que se decompõe para dar uma cetona após tratamento ácido;
- A eletrólise de Kolbe é uma reação eletrolítica de dimerização descarboxilativa. Ele se livra dos grupos carboxila de duas moléculas de ácido e junta os fragmentos restantes.

## Ácidos graxos
Ácidos graxos

## Derivados
- Ésteres
- Sais orgânicos
- Anidridos de ácidos
- Proteínas
- Ácidos nucleicos
- Cloreto de acila
- Aminoácidos

## Caracterização espectroscópica
Os ácidos carboxílicos são facilmente identificados por espectroscopia no infravermelho por uma banda forte associada à vibração da ligação de vibração C-O (νC = O) entre 1 680 e 1 725 cm-1. e pela banda νO-H muito larga na região de 2 500 a 3 000 cm-1. Pela espectrometria de RMN de 1H, o hidrogênio hidroxil aparece na região de 10 a 13 ppm, embora seja freqüentemente ampliado ou não observado devido à troca com traços de água.